# Mariangela Melato
Maria Angela Caterina "Mariangela" Melato, född 19 september 1941 i Milano, Lombardiet, död 11 januari 2013 i Rom, var en italiensk skådespelerska.

## Utmärkelser
Melato har bland annat vunnit fyra David di Donatello-pris för bästa kvinnliga huvudroll samt David di Donatellos livsgärningspris 1984.

## Roller i urval
- 1971 – Arbetarklassen kommer till paradiset
- 1971 – Kvinnotjusaren
- 1972 – La polizia ringrazia
- 1974 – Nada - en terroristgrupp
- 1974 – Travolti da un insolito destino nell'azzurro mare d'agosto
- 1975 – Moses
- 1976 – Caro Michele
- 1979 – Dimenticare Venezia
- 1980 – Blixt Gordon
- 1981 – Aiutami a sognare
- 1981 – En genomskinlig historia
- 1982 – Il buon soldato
- 1985 – Hemligt, hemligt!
- 2004 – L'amore ritorna